# Monte Palagia
Il Monte Palagia (1 549 m s.l.m.) si trova a Lierna sul Lago di Como, nei pressi di Esino Lario, è una delle cime minori del gruppo delle Grigne in provincia di Lecco.

## Descrizione
Il Monte Palagia, con un’altitudine di 1.549 metri sul livello del mare, è situato nel territorio di Lierna, lungo la sponda orientale del Lago di Como, nelle vicinanze di Esino Lario. Fa parte del gruppo montuoso delle Grigne, in provincia di Lecco, ed è considerato una delle cime minori di questo massiccio.
Per raggiungere la vetta del Monte Palagia, gli escursionisti possono partire da Ortanella o da Esino Lario, passando per l’Alpe di Lierna e successivamente attraverso la Bocchetta del Calivazzo.

## Caratteristiche
Il Monte Palagia è la cima più alta di tutta la costa del Lago di Como compresa tra Varenna e Mandello del Lario, ed è il punto di separazione del gruppo della Grigna Settentrionale dal Lago di Lecco. 
L'antico ed esclusivo Borgo di Lierna si trova proprio sotto il monte Palagia. La vista consente di vedere lo Zucco di Sileggio, il monte Rosalba e la Grignetta.
Comunica con il Monte Cucco attraverso la Bocca di Lierna.

### Articoli e ricerche
- Club Alpino Italiano – Sezione di Lecco (2021). Le Grigne: patrimonio naturale e alpinistico. Rivista del CAI, n. 58.
- Rivista della Montagna (2022). Escursioni nel territorio di Lierna: tra storia e paesaggi mozzafiato. Edizioni Monti.